# Baie de Heist
La baie de Heist est une aire protégée située sur la commune belge de Knokke-Heist. Ces 50 ha sont la propriété de la région flamande et sont gérés par l'Agence pour la Nature et la Forêt (nl).
Elle est à la fois désignée comme réserve naturelle flamande par arrêté ministériel du 22 octobre 1997, et comme zone spéciale de conservation au titre de la Directive Natura 2000.
La zone est composée de plages, dunes, slikkes et schorres.

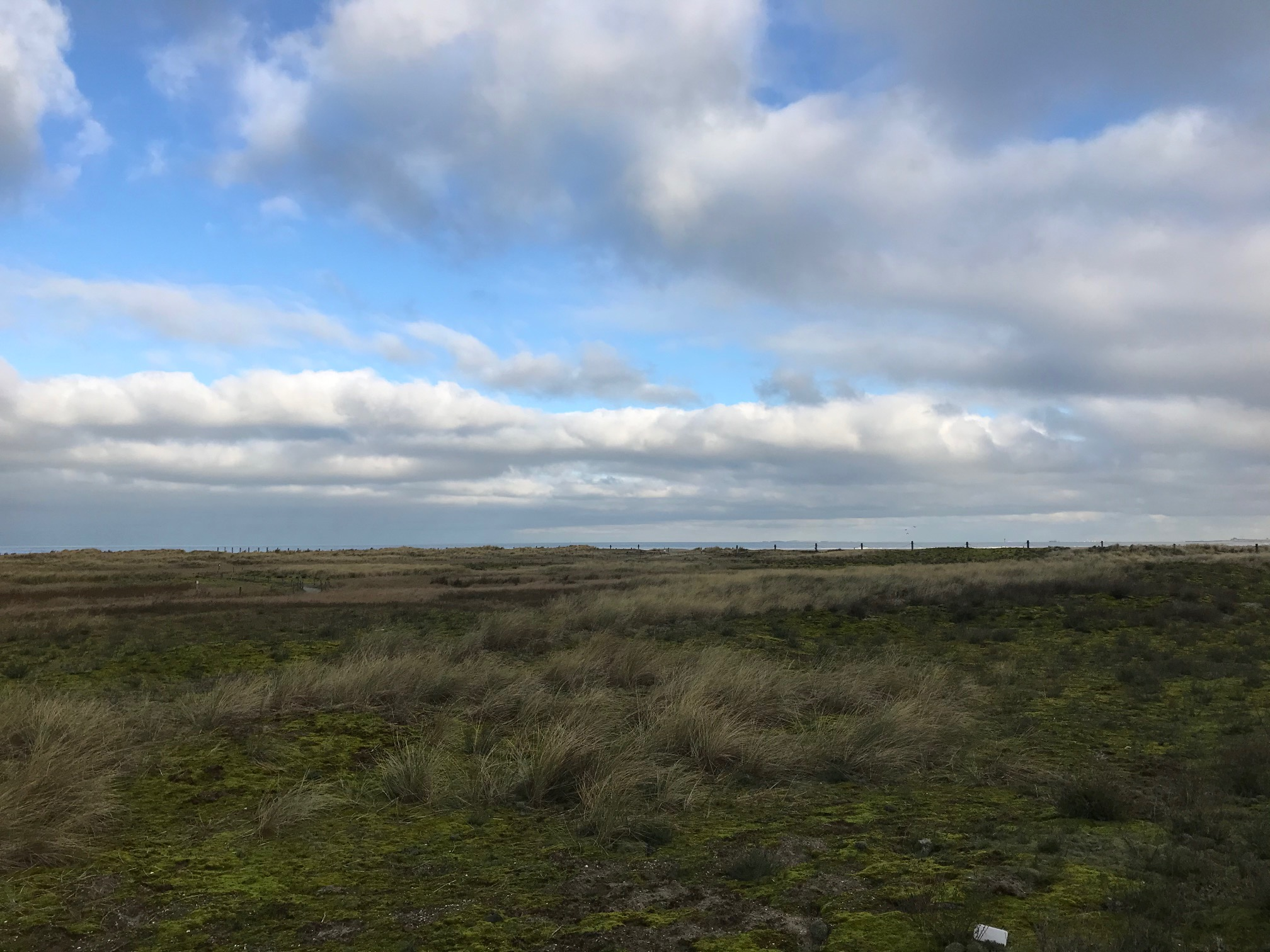
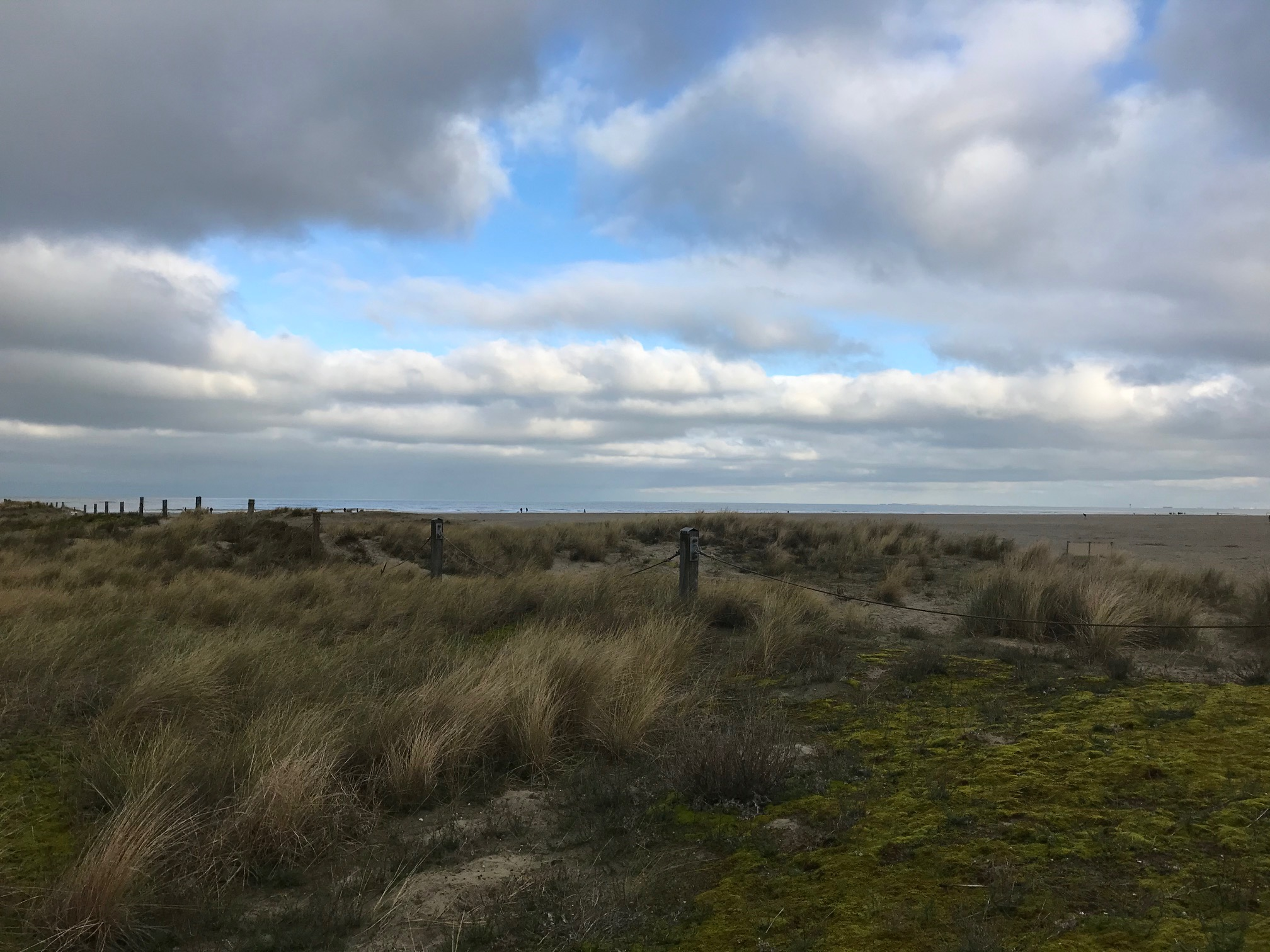
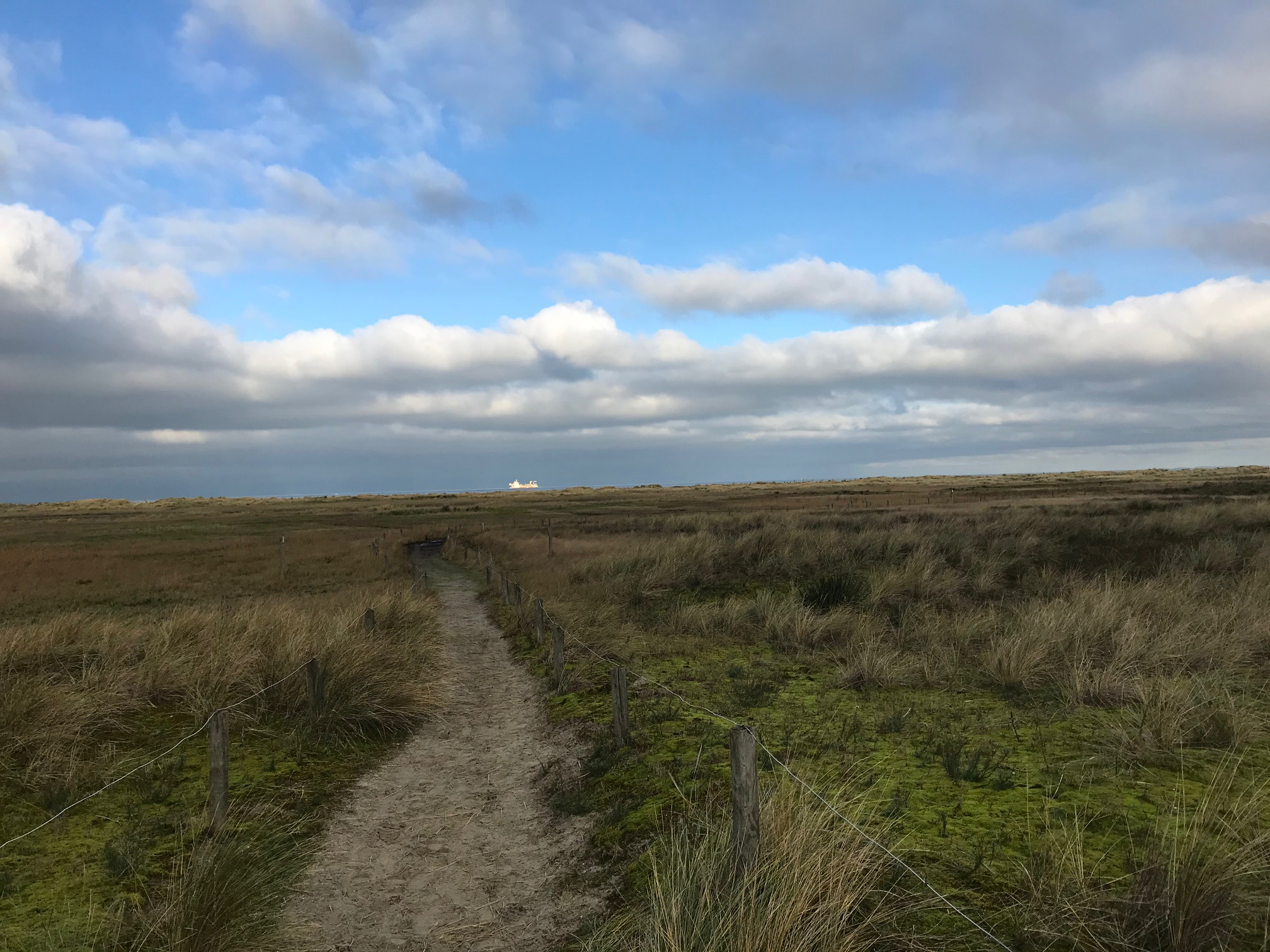
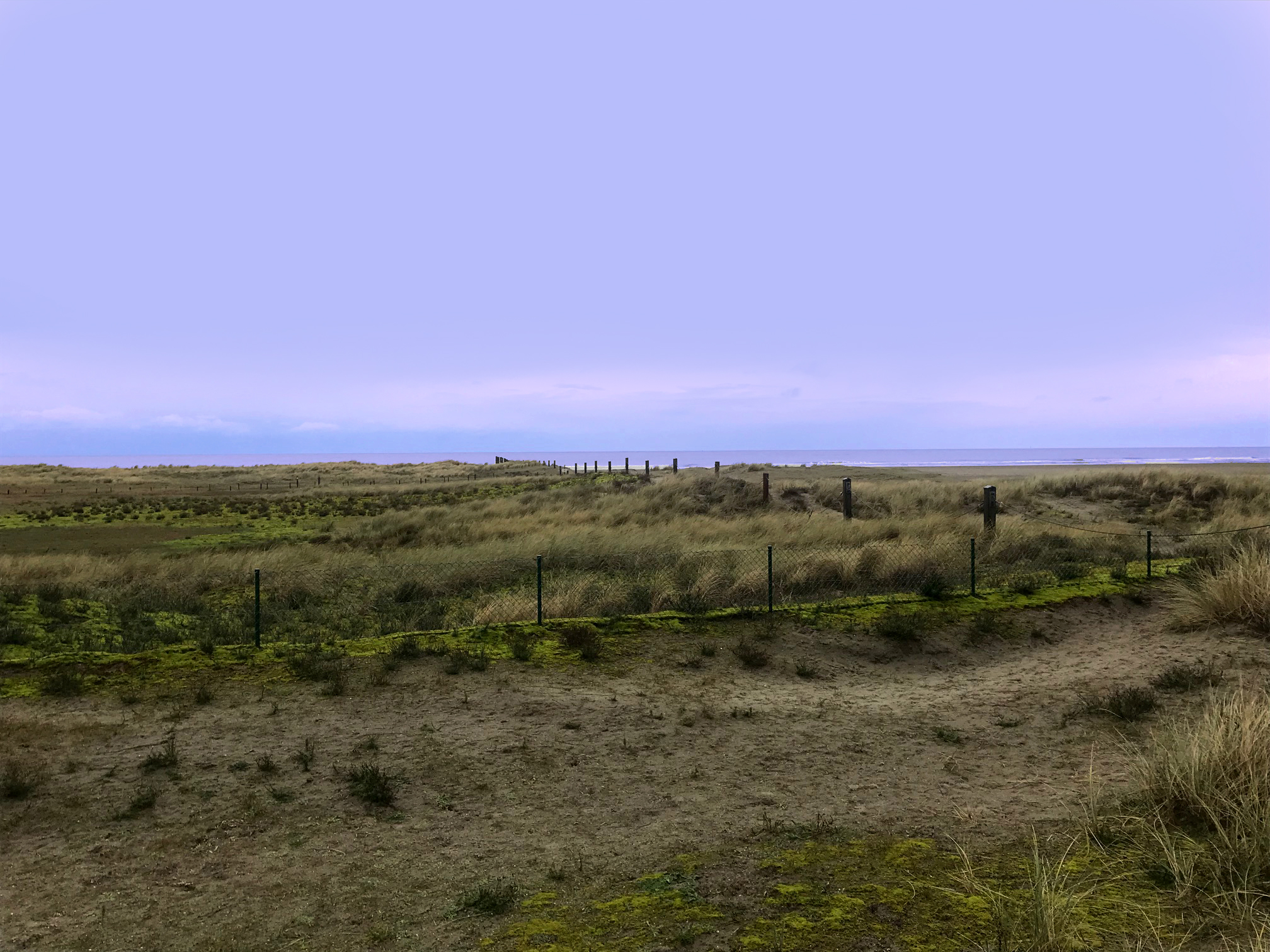